# 四季竹
四季竹（学名：Oligostachyum lubricum）为禾本科少穗竹屬下的一个种。

## 扩展阅读
- 維基物種上的相關：四季竹